# Trigava brachycephala
Trigava brachycephala är en insektsart som först beskrevs av Melichar 1912.  Trigava brachycephala ingår i släktet Trigava och familjen Dictyopharidae. Inga underarter finns listade i Catalogue of Life.